# أنيت جنسن
أنيت جنسن (24 سبتمبر 1991 في الدنمارك - ) (بالدنماركية: Annette Jensen) هي لاعبة كرة يد دانمركية. لعبت مع Slagelse FH ‏.

## وصلات خارجية
- أنيت جنسن على موقع الاتحاد الأوروبي لكرة اليد (الإنجليزية)